# Francesco Trevisan Suarez
Francesco Trevisan Suarez (Venezia, 21 giugno 1687 – Venezia, 25 gennaio 1769) è stato un vescovo cattolico italiano.

## Biografia
Nacque a Venezia dalla famiglia patrizia dei Trevisan.
Ordinato sacerdote il 28 dicembre 1711, fu nominato vescovo titolare di Retimo il 15 novembre 1728.
Alunno della pontificia accademia ecclesiastica, il 24 novembre 1738 papa Clemente XII lo nominò vescovo di Caorle: a differenza dei suoi predecessori, Francesco Trevisan Suarez risiedette stabilmente nella propria diocesi. Sotto il suo governo pastorale, Caorle venne a trovarsi in uno dei momenti più difficili della sua storia. Infatti, nel 1642 al fine di bonificare i territori circostanti all'isola e poter portare il Piave a sfociare nel porto di Santa Margherita, il senato veneziano aveva stabilito la confisca di gran parte dei territori cittadini, dividendoli in venti appezzamenti di terreno e vendendoli a nobili famiglie veneziane. Nonostante le proteste dei cittadini caorlotti, che in qualche caso portarono a veri e propri atti di boicottaggio nei confronti dei nuovi proprietari, la repubblica rese questo provvedimento definitivo. Ciò condannava Caorle ad un isolamento completo, rendendo l'abitato raggiungibile soltanto via mare, e veniva a privare i pochi cittadini del sostentamento principale, dato dall'attività della pesca. Ad aggravare ulteriormente la situazione, a causa della nuova conformazione del territorio, che non fu più in grado di assorbire le mareggiate, una grande inondazione, seguita ad un intenso sciroccale, ruppe l'argine della diga foranea, allagando completamente la città. Come raccontano le cronache dell'epoca, di tutto il paese si salvò soltanto il malridotto tempio dedicato alla Madonna e all'Arcangelo San Michele, come riporta la lapide ancora oggi affissa all'entrata della chiesa:
MARINA DEL 31-XII-1727

L'ACQUA ERA SALITA

FINO A QUESTA CROCETTA

SENZA CHE UNA SOLA GOCCIA

PENETRASSE NEL SANTUARIO»
Tutte queste condizioni portarono al progressivo depopolamento della città, che nel 1742 arrivava a contare a malapena 1 300 abitanti. Proprio a motivo del suo risiedere nel palazzo vescovile, il vescovo Suarez riuscì a rendersi conto direttamente delle condizioni precarie in cui versava l'abitato, ed il 25 febbraio 1741 radunò l'intera popolazione ai piedi della Madonna dell'Angelo, la cui chiesa era stata risparmiata dalla furia del mare, per implorare una soluzione alla tragica situazione. Proprio quell'anno, dopo un secolo dalla precedente confisca, il doge accolse la richiesta dei consigli cittadini e restituì ai caorlotti i territori corrispondenti alla sola sedicesima presa, delle venti originarie. Per sciogliere il voto, il vescovo Suarez fece riedificare completamente la chiesa dell'Angelo, ormai diroccata dal tempo e dal mare, conferendogli la struttura attuale. A testimonianza di ciò resta la lapide, oggi affissa sopra alla porta d'ingresso,
BEATISSIMÆ VIRGINI MARIÆ

AC DIVO MICHAELI ARCANGELO HVIVS CIVITATIS PAT.NO

TEMPLVM HOC VETVSTATE DIRRVTVM

FRA.SCI EPI.SPI PRÆSIDIO ET FIDELIVM ELEMOSINIS

DENVO A FVNDAMENTIS ERECTVM

ANNO MDCCLII»
Inoltre, il 3 marzo 1742 il vescovo Suarez approvò la richiesta dei cittadini di svolgere annualmente, a memoria della Grazia ricevuta, un corteo processionale che portasse la statua della Madonna dal Santuario alla cattedrale, dove per un giorno intero potesse essere esposta alla venerazione dei fedeli, prima di essere riportata nel Santuario il giorno successivo. La data scelta originariamente dal vescovo fu la domenica successiva la festa della Natività della Beata Vergine Maria, l'8 settembre, ma fu successivamente spostata dal patriarca Giuseppe Luigi Trevisanato alla seconda domenica di luglio, a motivo del periodo più comodo alle esigenze dei pescatori, data in cui la festa annuale si celebra ancor oggi.
Francesco Suarez morì il 25 gennaio 1769, all'età di 81 anni. Per una pura coincidenza si trovava a Venezia, ma volle che le sue spoglie fossero riportate nella «sua» Caorle, come testimoniano le ultime parole riportate come testamento: «Signore vi raccomando i miei poveri e buoni caorlotti». Fu sepolto ai piedi del coro del Santuario da lui riedificato, dove ancora oggi si trova la lapide con l'iscrizione:
FRANCISCI

DE MARCHION. TREVISAN SUAREZ

EPISC. CAPRUL.

EXUVIAE

OB VIII KAL FEBR. MDCCLXIX»
Il Bottani riporta in realtà un'altra iscrizione, probabilmente della pietra tombale originale, poi rimossa nei restauri che sono seguiti al tempo del patriarca Giuseppe Luigi Trevisanato e nel 1944:
(Trino Bottani, Saggio di Storia della Città di Caorle, nella Tipografia di Pietro Bernardi, Venezia, 1811)
Testimonianze del vescovo Suarez rimangono anche nella cattedrale; fece edificare l'altare di Sant'Andrea e ricostruire quelli dell'Assunta e di Sant'Antonio di Padova (questi ultimi due ora conservati nel Santuario della Madonna dell'Angelo e nella Basilica dell'Assunzione della Vergine del Monte Santo a Nova Gorica, rispettivamente). Si spese grandemente per l'edificazione di un Seminario diocesano a Caorle, senza però successo. Inoltre lo si ricorda per aver ospitato nella cattedrale la cerimonia di abiura dal Calvinismo e del Battesimo cattolico di un giovane svizzero nel 1762. A lui è dedicata l'opera Panegirico del glorioso taumaturgo S. Antonio da Padova, scritta da padre Angelo da Venezia nel 1770.